# Ipsdienol
Ipsdienol, de triviale naam van (S)-2-methyl-6-methylideenocta-2,7-dien-4-ol, is een monoterpeen. Het is een seksferomoon van keversoorten uit het geslacht Ips, maar het trekt ook andere keversoorten aan.  De naam is afgeleid van de schorskever Ips confusus waarbij de stof voor het eerst werd aangetoond.
De stof wordt gebruikt voor de bestrijding van schorskevers, in het bijzonder de letterzetter in naaldbossen. Het insectenlokmiddel Pheroprax Ampulle van BASF bevat de feromonen (S)-cis-verbenol en ipsdienol. De ampullen verspreiden de stoffen in de omgeving en lokken zo de kevers naar een geschikte val.